# Czarnoszyce
Czarnoszyce (kaszub. Czôrnoszëcé, niem. Bergelau) – wieś  w Polsce położona w województwie pomorskim, w powiecie człuchowskim, w gminie Człuchów. 
Wieś kaszubska, stanowi sołectwo gminy Człuchów w którego skład wchodzi również miejscowość Czarnoszki.
Prywatna wieś szlachecka położona była w drugiej połowie XVI wieku w województwie pomorskim. W latach 1975–1998 miejscowość administracyjnie należała do województwa słupskiego.